# Grand Prix automobile de Hongrie 1994
GP précédent GP suivant
Le Grand Prix automobile de Hongrie 1994 (Marlboro Magyar Nagydij), disputé sur le Hungaroring situé dans le village de Mogyoród près de Budapest en Hongrie le 14 août 1994, est la neuvième édition du Grand Prix, le 558e Grand Prix de Formule 1 couru depuis 1950 et la dixième manche du championnat 1994.

## Classement
| Pos. | No | Pilote                | Écurie            | Tours | Temps/Abandon                      | Grille | Points |
| ---- | -- | --------------------- | ----------------- | ----- | ---------------------------------- | ------ | ------ |
| 1    | 5  | Michael Schumacher    | Benetton-Ford     | 77    | 1 h 48 min 00 s 185 (169,737 km/h) | 1      | 10     |
| 2    | 0  | Damon Hill            | Williams-Renault  | 77    | + 20 s 827                         | 2      | 6      |
| 3    | 6  | Jos Verstappen        | Benetton-Ford     | 77    | + 1 min 10 s 329                   | 12     | 4      |
| 4    | 8  | Martin Brundle        | McLaren-Peugeot   | 76    | Alternateur                        | 6      | 3      |
| 5    | 4  | Mark Blundell         | Tyrrell-Yamaha    | 76    | + 1 tour                           | 11     | 2      |
| 6    | 26 | Olivier Panis         | Ligier-Renault    | 76    | + 1 tour                           | 9      | 1      |
| 7    | 24 | Michele Alboreto      | Minardi-Ford      | 75    | + 2 tours                          | 20     |        |
| 8    | 20 | Érik Comas            | Larrousse-Ford    | 75    | + 2 tours                          | 21     |        |
| 9    | 19 | Olivier Beretta       | Larrousse-Ford    | 75    | + 2 tours                          | 25     |        |
| 10   | 25 | Éric Bernard          | Ligier-Renault    | 75    | + 2 tours                          | 18     |        |
| 11   | 31 | David Brabham         | Simtek-Ford       | 74    | + 3 tours                          | 23     |        |
| 12   | 28 | Gerhard Berger        | Ferrari           | 72    | Moteur                             | 4      |        |
| 13   | 11 | Alessandro Zanardi    | Lotus-Mugen-Honda | 72    | + 5 tours                          | 22     |        |
| 14   | 9  | Christian Fittipaldi  | Arrows-Ford       | 69    | Boîte de vitesses                  | 16     |        |
| Abd. | 2  | David Coulthard       | Williams-Renault  | 59    | Accident                           | 3      |        |
| Abd. | 27 | Jean Alesi            | Ferrari           | 58    | Boîte de vitesses                  | 13     |        |
| Abd. | 23 | Pierluigi Martini     | Minardi-Ford      | 58    | Sortie de piste                    | 15     |        |
| Abd. | 30 | Heinz-Harald Frentzen | Sauber-Mercedes   | 39    | Boîte de vitesses                  | 8      |        |
| Abd. | 12 | Johnny Herbert        | Lotus-Mugen-Honda | 34    | Panne électrique                   | 24     |        |
| Abd. | 29 | Andrea De Cesaris     | Sauber-Mercedes   | 30    | Collision                          | 17     |        |
| Abd. | 10 | Gianni Morbidelli     | Arrows-Ford       | 30    | Collision                          | 19     |        |
| Abd. | 7  | Philippe Alliot       | McLaren-Peugeot   | 21    | Fuite d'eau                        | 14     |        |
| Abd. | 32 | Jean-Marc Gounon      | Simtek-Ford       | 9     | Tenue de route                     | 26     |        |
| Abd. | 3  | Ukyo Katayama         | Tyrrell-Yamaha    | 0     | Collision                          | 5      |        |
| Abd. | 14 | Rubens Barrichello    | Jordan-Hart       | 0     | Collision                          | 10     |        |
| Abd. | 15 | Eddie Irvine          | Jordan-Hart       | 0     | Collision                          | 7      |        |
| Nq.  | 34 | Bertrand Gachot       | Pacific-Ilmor     |       | Non qualifié                       |        |        |
| Nq.  | 33 | Paul Belmondo         | Pacific-Ilmor     |       | Non qualifié                       |        |        |

## Pole position et record du tour
- Pole position : Michael Schumacher en 1 min 18 s 258 (vitesse moyenne : 182,535 km/h).
- Meilleur tour en course : Michael Schumacher en 1 min 20 s 881 au 5e tour (vitesse moyenne : 176,615 km/h).

## Tours en tête
- Michael Schumacher : 68 (1-16 / 26-77)
- Damon Hill : 9 (17-25)

## Statistiques
- 9e victoire pour Michael Schumacher.
- 14e victoire pour Benetton en tant que constructeur.
- 173e victoire pour Ford-Cosworth en tant que motoriste.
- 1er podium pour Jos Verstappen.